# Gorgonzola
O gorgonzola é uma variedade de queijo azul fabricado com leite de vaca, originário da localidade de Gorgonzola, nos arredores de Milão, na Itália. A sua massa é cremosa, possuindo um sabor agradável e um aroma intenso. Neste queijo, assim como em todos os queijos azuis, no processo de maturação, são injetados fungos, que fazem com que tenha veias verde-azuladas e que lhe dão um sabor especial. Neste caso, injeta-se o Penicillium. Na fabricação industrial, atualmente usa-se o processo HTST ("High Temperature Short Time") para pasteurizá-lo. Outro método de pasteurização é o ejetor de vapor.

## Valores nutricionais
Valores médios por 100 gramas:
- Energia	330 kcal/KJ 1375
- Proteína	19 gr.
- Carboidratos 0,1 gr
- Lipídios		26 gr.
- Fósforo	         360 mg.
- Cálcio		420 mg.
- Vitaminas 	A, B1, B2, B6,B7,B8,B9,B10, B12, PP.